# Eugen Ludwig Rapp
Eugen Ludwig Rapp (* 8. Mai 1904 in Pirmasens; † 16. Mai 1977 in Mainz) war ein deutscher evangelischer Theologe, Orientalist und Afrikanist. Er lehrte von 1949 bis 1972 als Professor für Christliche Orientalistik an der Universität Mainz.

## Leben
Rapp besuchte das humanistische Gymnasium in Pirmasens (1914–1923). Anschließend studierte er Theologie in Marburg und Heidelberg mit den Nebenfächern Geschichte und Orientalistik (Assyriologie, Semitistik, Ägyptologie, Koptologie). In Heidelberg wurde er Mitglied der Akademisch-Theologischen Studentenverbindung „Wartburg“. 1926 erwarb er die Lehrbefähigung für Hebräisch. In einem weiteren Studienjahr in Utrecht 1926/1927 besuchte er Kurse der Theologie, Religionswissenschaft und Orientalistik. 1927 bestand er in Speyer das erste theologische Examen. Zwei Jahre später promovierte er bei Georg Beer in Heidelberg zum Dr. theol., Thema seiner Dissertation war der Mischna-Traktat Moëd Qatan. Nach dem Vikariat in der Evangelischen Kirche der Pfalz (Predigerseminar Landau in der Pfalz, Stadtvikariat Lauterecken, Oppau und Ludwigshafen-Friesenheim) absolvierte er 1930 das zweite theologische Examen in Speyer.
Noch im gleichen Jahr schloss sich Rapp der Basler Mission an. Parallel zu einem Studium der Afrikanistik (bei Diedrich Westermann) sowie Islamwissenschaft und Phonetik in Berlin nahm er zwei längere Aufenthalte in Ghana (1932–1935; 1936–1938). Während dieser übersetzte er die Bibel ins Twi und war als Theologie-Dozent am Seminar der Basler Mission in Akropong tätig. Wegen des Zweiten Weltkriegs gab Rapp seine Missionarstätigkeit in Afrika auf und trat 1941 in den Dienst der Protestantischen Landeskirche der Pfalz. Von 1945 bis 1949 war er hauptberuflicher, danach noch bis 1953 ehrenamtlicher Pfarrer in Oberlustadt (Landkreis Germersheim). Parallel dazu hatte er ab 1946 einen Lehrauftrag für Semitistik an der Evangelisch-Theologischen Fakultät der wiedererrichteten Universität Mainz, zudem lehrte er an der Philosophischen Fakultät als Honorarprofessor für Semitistik und Afrikanistik. 
Rapp wurde 1949 als persönlicher Ordinarius auf die von der Protestantischen Landeskirche gestiftete Professur für Christliche Orientalistik berufen. Er war 1952–1954 und 1963/64 Dekan der Evangelisch-Theologischen Fakultät in Mainz. Das persönliche Ordinariat wurde 1962 in eine ordentliche Professur umgewandelt, die Rapp bis zu seiner Emeritierung 1972 innehatte. Zwischen 1955 und 1964 reiste er noch sechs weitere Male nach Afrika und forschte dabei zur Koptischen Kirche und zu ghanaischen und nigerianischen Sprachen wie Twi, Gurenne, Gonja und denen des Mandara-Gebirges. Er erstellte Bibelübersetzungen für viele dieser Sprachen. Daneben beschäftigte er sich als Wissenschaftler mit der Geschichte und Sprache des Judentums seit der Antike.
1972 wurde er zum Ehrenbürger der Stadt Pirmasens ernannt. Mit seiner Ehefrau Jannetje Schiebaan (1905–1987), Tochter eines Kaufmanns aus Streefkerk, die er 1929 in Pirmasens heiratete, hatte er zwei Kinder.

## Schriften (Auswahl)
- An introduction to Twi. Twi ne Eṇiresi kasa ṇhyẹṇmu. Kumasi 1952, OCLC 780095944.
- Die Gurenne-Sprache in Nordghana. Leipzig 1966, OCLC 475072282.
- Elebegmarawa ma deva Markus. Frankfurt am Main 1967, OCLC 85224081.
- Chronik der Mainzer Juden. Die Mainzer Grabdenkmalstätte. Mainz 2019, ISBN 3-7485-6969-6.